# Тяжстанкогидропресс
ПАО «Тяжстанкогидропресс» — одно из крупнейших на территории Российской Федерации предприятий по производству гидравлических прессов, металлообрабатывающих станков, насосов, насосных станций и прочего промышленного оборудования. Компания также выпускает большой ассортимент алюминиевых профилей для различного применения. Изготавливают поковки различных габаритов.

## История

### Советский период
В 1939 году Советом народных комиссаров СССР было принято решение о постройке предприятия в Новосибирске. В левобережной части города рядом с деревней Бугры было выделено место, ограниченное речкой Тулой с одной стороны и Новокузнецкой железнодорожной линией с другой. Но в 1941 году по причине начала Великой Отечественной войны сооружение завода было приостановлено.
Приказом Наркома станкостроения А. И. Ефремова от 19 августа 1942 года возобновлено строительство предприятия. Завод получил своё официальное название — Новосибирский завод тяжёлых станков и крупных гидропрессов «Тяжстанкогидропресс».
В 1943 году началось производство первых гидравлических прессов. Именно этот год принято считать датой рождения Тяжстанкогидропресса. Основой предприятия стало эвакуированное с Краматорского, Ленинградского и Краснодарского заводов оборудование.
После окончания войны завод начал конструировать и производить собственные гидропрессы и тяжёлые станки, и уже в 1949 году осуществил выпуск исключительно своей продукции.
В период с 1956 по 1965 год предприятие изготавливало различные гидравлические прессы, крупнейшие расточные продольно-обрабатывающие и специальные станки. Это позволило стране окончательно обрести независимость от иностранных государств в обеспечении отечественных предприятий тяжёлыми станками и гидравлическими прессами. 320 гидропрессов и 400 тяжёлых станков произвёл «Тяжстанкогидропресс» для заводов энергетического и тяжёлого машиностроения в течение 10 лет. Более того, в 24 государства были экспортированы насосно-аккумуляторные станции новосибирского завода.
1 декабря 1951 года завод получил название «Новосибирский завод „Тяжстанкогидропресс“ им. А. И. Ефремова» в честь бывшего первого наркома и министра станкостроения.
1966—1975 гг. — завод им. Ефремова продолжает осваивать и производить тяжёлые станки и прессы. Отдельного внимания заслуживает технологический комплекс НС32, благодаря которому удалось заметно повысить производительность труда, его предназначение — обработка рам судовых двигателей; насосно-аккумуляторная станция для гидравлического штамповочного пресса усилием 65 000 МН; также стоит отметить специальный станок НС33Ф2 с ЧПУ, выполняющий высокоточную обработку корпусов паровых турбин.
В 1976 году Новосибирский завод «Тяжстанкогидропресс» реорганизован в производственное объединение «Тяжстанкогидропресс», состоящее из ведущего завода «Тяжстанкогидропресс» им. А. И. Ефремова и Тогучинского завода насосно-аккумуляторных станций.
1983 год — изготовление фрезерно-расточного станка модели 2Г660Ф2. Выпуск продольно-обрабатывающих станков нового поколения (строгальные и комбинированные), способные за одну установку обрабатывать детали с пяти сторон.
1988 год — подсобное хозяйство Боровлянка Тогучинского района присоединяется к производственному объединению «Тяжстанкогидропресс».

### Российский период
Указом президента Российской Федерации от 1993 года производственное объединение «Тяжстанкогидропресс» было реструктуризовано в открытое акционерное общество «Тяжстанкогидропресс».
1995 год — выпускается крепь механизированная 2М142Н, новое оборудование, способное обезопасить пространство в забое от проникновения из завала фрагментов породы.
1998 год — производство смесителя СМ1500 (изготовление сухих однородных масс).
1993—2003 гг. Несмотря на трудные годы, завод сохранил своё производственное направление и профессионализм кадров. Выпущено больше разнообразных изделий, не нуждающихся в серьёзном переоборудовании завода.
2006 год — производство секции крепи МКТ; выпуск специализированного оборудования для АЭС; разработка машины по изготовлению стержней и форм (литейные машины).
В 2007 году расширен выпуск алюминиевого профиля, появился собственный инжиниринговый центр, что оказало положительное влияние на прибыль от продажи профиля оборотом около 20 %.
В 2017 году общим собранием акционеров принято решение о приведении юридической формы ОАО «Тяжстанкогидропресс» в соответствие с требованиями законодательства. 10.03.2017 в ЕГРЮЛ внесена запись о том, что «Тяжстанкогидропресс» — публичное акционерное общество, ПАО.
С 2020 года завод проходит процедуру банкротства по иску БКС-банка.
1 апреля 2021 года завод «Тяжстанкогидропресс» уведомил 325 сотрудников о прекращении работы — под сокращение попали все работники, кроме бухгалтерии, отдела кадров и персонала, поддерживающего сохранность оборудования.

## Собственники и руководство
На 2021 год около 56,3 % в уставном капитале «Тяжстанкогидропресса» у ООО «СМЦ „Стиллайн“», которым владеет Николай Степакин, еще 1,2 % в ПАО принадлежит господину Степакину напрямую.

## Финансовые показатели[6]
| Отчетность                 | 2010   | 2011   | 2012   | 12m |
| -------------------------- | ------ | ------ | ------ | --- |
| Выручка, млн.$             | 15     | 16     | 14     | 13  |
| Операц. издержки, млн.$    | 14     | 16     | 14     | 18  |
| Дивиденды по об. акц., $   | 0.6562 | 0.6212 | 0.6111 | —   |
| Дивиденды по прив. акц., $ | 0.689  | 0.6523 | 0.6432 | —   |
| Чистая прибыль, млн.$      | —      | —      | —      | 1   |

## Награды
14 мая 1993 года — указом Президента РФ звания «Заслуженный машиностроитель Российской Федерации», «Заслуженный конструктор Российской Федерации» и «Заслуженный технолог Российской Федерации» присвоены большой группе сотрудников предприятия, в том числе генеральному директору Виктору Арановскому.